# 卡岑斯泰因山
47°52′29″N 13°51′33″E / 47.87472°N 13.85917°E

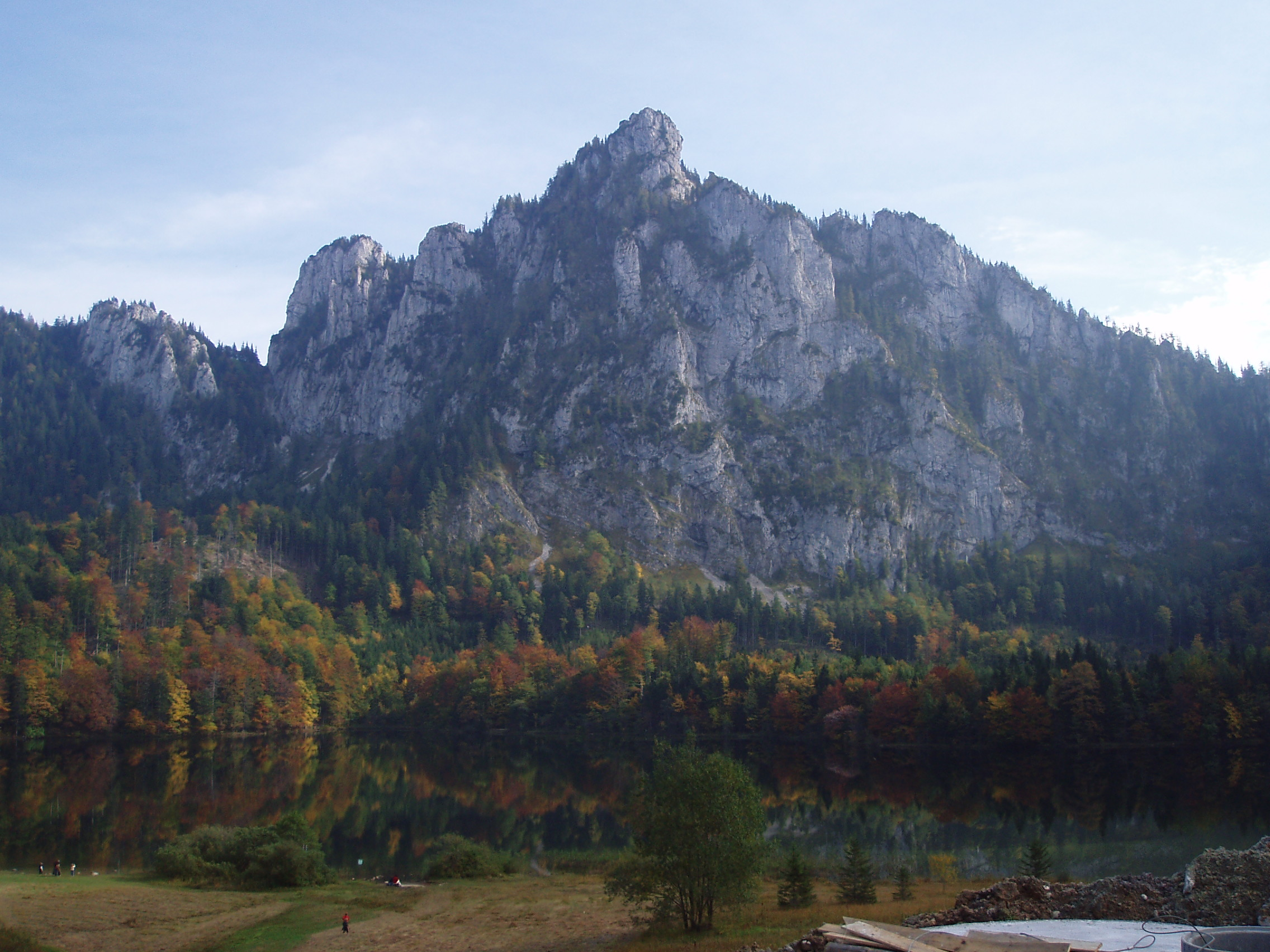

卡岑斯泰因山（德語：Katzenstein），是奧地利的山峰，位於該國北部，由上奧地利州負責管轄，屬於上奧地利前阿爾卑斯山脈的一部分，距離特勞恩施泰因山1.1公里，海拔高度1,349米。